# A Dot of Black in the Blue of Your Bliss
A Dot of Black in the Blue of Your Bliss es el segundo álbum de estudio del músico Magne Furuholmen ("magne f"), perteneciente al grupo a-ha.
El álbum fue lanzado el 22 de enero de 2008 en la página de MySpace de Magne para descargar de forma totalmente gratuita. Al mismo tiempo se puso a la venta, también vía internet, como pieza de coleccionista y limitado a 300 unidades. Posteriormente, Genepool Records publicó el trabajo en el Reino Unido el 19 de mayo de 2008, al mismo tiempo que los otros miembros de a-ha publicaban sus trabajos en solitario.
La edición del Reino Unido incluía 3 temas adicionales y parte gráfica totalmente diferente de la original, la edición de coleccionista, que sólo incluía 6 temas, pero contenía la música grabada en un vinilo de 10" además de incluir un CD-ROM con las 6 canciones y un vídeo de la creación de las carátulas, las cuales están sacadas de un mural (por lo que cada una de las 300 carátulas son únicas) que viene incluido en el paquete. Además de las carátulas hechas a mano cada copia limitada está firmada y con el número correspondiente (X/300) escrito a mano. La edición descargable gratuita, como es obvio, es la más pobre y sólo tiene las 6 canciones originales. Existe una última edición del álbum, que venía de forma gratuita con el número del 21 de marzo de 2008 de la revista Elle, que incluye 6 temas.

## Temas
| Edición estándar (Reino Unido) |                                            |                        |          |  |
| N.º                            | Título                                     | Escritor(es)           | Duración |  |
| 1.                             | «Intro» (sin título)                       | magne f                | 0:21     |  |
| 2.                             | «A Dot of Black in the Blue of Your Bliss» | magne f                | 3:29     |  |
| 3.                             | «Come Back»                                | magne f                | 3:41     |  |
| 4.                             | «The Longest Night»                        | magne f, Martin Terefe | 3:30     |  |
| 5.                             | «Time & Place»                             | magne f                | 3:57     |  |
| 6.                             | «Running Out of Reasons»                   | magne f                | 3:26     |  |
| 7.                             | «Forgotten Not Forgiven»                   | magne f                | 3:28     |  |
| 8.                             | «More Than Good Enough»                    | magne f                | 3:31     |  |
| 9.                             | «Too Far Too Fast»                         | magne f                | 4:25     |  |
| 10.                            | «Watch This Space»                         | magne f                | 8:49     |  |
| 36:03                          |                                            |                        |          |  |

1. ↑  Esta canción contiene una pista oculta al final de 2:58 y escrita por magne f.

| Edición de coleccionista |                                            |                        |          |  |
| N.º                      | Título                                     | Escritor(es)           | Duración |  |
| 1.                       | «A Dot of Black in the Blue of Your Bliss» | magne f                | 3:32     |  |
| 2.                       | «The Longest Night»                        | magne f, Martin Terefe | 3:31     |  |
| 3.                       | «Time & Place»                             | magne f                | 3:58     |  |
| 4.                       | «More Than Good Enough»                    | magne f                | 3:36     |  |
| 5.                       | «Running Out of Reasons»                   | magne f                | 3:38     |  |
| 6.                       | «Come Back»                                | magne f                | 3:43     |  |
| 21:58                    |                                            |                        |          |  |

1. ↑  En la edición de la revista Elle esta canción es sustituida por "Watch This Space" y el orden de las canciones es diferente.

## Realización
Producido por magne f, Dan Sundhordvik, George Tanderø, Guy Berryman, Jon Marius Aareskjold, Jonny Sjo y Karl Wennerberg.
Arreglos de Bernt Moen. 
Masterizado por Bjørn Engelmann.
Mezclado por George Tanderø.

## Promoción
Al contrario que su antecesor, Past Perfect Future Tense, de este álbum no se ha extraído ningún sencillo y realziado ningún vídeo musical para promocionar el disco. En parte debido al modo de distribuir el álbum a través de internet. Sin embargo, para la edición del Reino Unido sí se ha realizado una pequeña campaña de promoción. Aunque tampoco se lanzó ningún sencillo ni vídeo musical, se programó el evento An Evening with Morten Harket, Savoy and Magne F, una mini gira (4 actuaciones en Oslo y en Londres) de a-ha que presentaba a cada miembro del grupo dando un mini concierto como solistas para promocionar sus trabajos. Magne ofreció, además, un concierto el 23 de mayo en el Notting Hill Arts Club de Londres.